# Мехтиханов, Муса Рукманович
Муса Рукманович Мехтиханов (16 октября 1999, с. Могилёвское, Хасавюртовский район, Дагестан, Россия) — российский борец вольного стиля, чемпион России. Финалист Кубка Ивана Ярыгина 2023.

## Биография
Чеченец.
18 марта 2017 года занял 3 место на первенстве СКФО среди юниоров в Хасавюрте.
13 марта 2020 года в Хасавюрте, одолев Ибрагима Хасиева, стал бронзовым призёром чемпионата СКФО.
2 декабря 2020 года в Смоленске одержав победу над Михаилом Ивановым из Якутии с техническим превосходством со счётом 10:0 стал победителем Первенства России среди спортсменов до 23 лет.
29 января 2021 года занял 3 место на чемпионате Дагестана в Каспийске.
В марте 2021 года неудачно выступил на чемпионате России в Улан-Удэ, выбыв на стадии 1/8 финала, проиграл со счётом 3:5 Хасанхусейну Бадрудинову.
2 октября 2021 года завоевал бронзовую медаль Первенства России U23 в Наро-Фоминске.
28 января 2022 года в Красноярске, одолев Абзала Окенова из Казахстана, стал бронзовым призёром международного турнира Иван Ярыгин.
26 июня 2022 года на чемпионате России в Кызыле, в схватке за 3 место одержал победу над местным борцом Амиром Чамзыным, и стал бронзовым призёром.

## Спортивные результаты
- Первенство России по вольной борьбе U23 2020 — ;
- Первенство России по вольной борьбе U23 2021 — ;
- Гран-При Иван Ярыгин 2022 — ;
- Чемпионат России по вольной борьбе 2022 — ;
- Спартакиада сильнейших 2022 — ;
- Чемпионат России по вольной борьбе 2025 — ;

## Личная жизнь
Является младшим братом борца Муслима Мехтиханова.